# Stina Billinger
Stina Billinger, född 1980, är en svensk politiker (socialdemokrat). 
Billinger var statssekreterare vid Näringsdepartementet 2018–2022, först åt Mikael Damberg, från 2019 åt Ibrahim Baylan och från 2021 åt Karl-Petter Thorwaldsson. Som statssekreterare ansvarade hon för de statligt ägda bolagen, entreprenörskap och innovation.
Billinger var tidigare hållbarhetschef hos SPP Livförsäkring 2008–2011 och hållbarhetschef inom Storebrandkoncernen 2011–2014. Åren 2014–2018 var hon planeringschef på Näringsdepartementet.

### Fotnoter
1. 1 2  ”CV Stina Billinger”. Sveriges regering. 23 januari 2019. Arkiverad från originalet den 3 september 2019. https://web.archive.org/web/20190903051449/https://www.regeringen.se/sveriges-regering/naringsdepartementet/ibrahim-baylan/cv-stina-billinger/. Läst 14 juli 2019.